# Sheetal Devi
Sheetal Devi (10 de enero de 2007) es una deportista india que compite en tiro con arco adaptado. Ganó una medalla de bronce en los Juegos Paralímpicos de París 2024, en la prueba de compuesto por equipos mixto (clase abierta).

## Palmarés internacional
| Juegos Paralímpicos | Juegos Paralímpicos | Juegos Paralímpicos | Juegos Paralímpicos                       |
| Año                 | Lugar               | Medalla             | Prueba                                    |
| ------------------- | ------------------- | ------------------- | ----------------------------------------- |
| 2024                | París (Francia)     | Medalla de bronce   | Compuesto por equipos clase abierta mixto |